# Ibrahim Baré Maïnassara
Ibrahim Baré Maïnassara (Maradi, 9 de maig de 1949 - Niamey, 9 d'abril de 1999), militar i polític de Níger, president del seu país entre 1996 i 1999. Va morir assassinat en un tiroteig després d'un cop d'estat militar.

## Biografia
Va néixer en una localitat situada 550 quilòmetres a l'est de Niamey. Pertanyia a l'ètnia hausa (la majoritària a Níger i present sobretot al sud, al llarg de la frontera amb Nigèria). Va cursar estudis primaris a Niamey, seguits de formació militar a Madagascar i França, abans d'esdevenir el 1974, als 25 anys, ajudant de camp del president Seyni Kountché. El 1976, va ser nomenat comandant de la guàrdia presidencial. Dos anys més tard, va assumir com a comandant de la companyia de paracaigudistes de Niamey. El 1984 va ser designat cap de la tercera comandància de l'Estat Major de les Forces Armades. De 1986 a 1987, el coronel Maïnassara va ser agregat militar a l'ambaixada de Níger a París, abans que se li confiés el ministeri de Salut (1987-1990). De 1990 a 1992, va ser ambaixador a Algèria. El 1992 va tornar a Níger i va esdevenir conseller de defensa del primer ministre de transició Cheiffou Amadou (1991-1993). Després de les primeres eleccions presidencials democràtiques, a l'abril de 1993, va ser nomenat cap de l'Estat major particular del president Mahamane Ousmane al juny d'aquest mateix any.
Entre 1994 i 1995, va efectuar un curs al Col·legi Interarmées de Defensa a París, abans de ser nomenat, el març de 1995, cap de l'Estat major de l'Exèrcit nigerí pel primer ministre Hama Amadou, que coneixia bé, ja que aquest havia estat el director de gabinet del president Kountché.
Les eleccions parlamentàries de gener de 1995 van donar com a resultat la cohabitació entre el president Ousmane i un parlament controlat pels seus opositors, liderats pel primer ministre Amadou. La rivalitat entre Ousmane i Amadou va paralitzar el govern, i Maïnassara va prendre el poder el 27 de gener de 1996, mitjançant un cop d'estat militar. El va justificar en al·legar la difícil situació política. Ibrahim Maïnassara va governar el país fins al 9 d'abrir de 1999. Com a president, va ser criticat per accions repressives i va sobreviure a diversos intents d'assassinat.
Finalment va ser assassinat en un tiroteig a l'aeroport de Niamey el 9 d'abril de 1999 quan intentava fugir. La versió oficial va ser la d'un «accident desventurat» però hi ha testimonis que membres de la guardia haurien tirat. El cap de la guardia presidencial, Daouda Malam Wanké, li va succedir.
El 2014, quinze anys després, la justícia encara no havia investigat les circumstàncies de l'assassinat. Clémence Maïnassara, la seva vídua, va encarregar de l'afer el tribunal internacional de la Comunitat Econòmica dels Estats de l'Àfrica Occidental. A l’hora de fer-ho, la seva vídua volia lluitar contra la violència a la vida política africana.

## Publicacions
- Baré Maïnassara, Ibrahim. Ibrahim Baré Maïnassara : mon ambition pour le Niger (en francès).  París: Jeune Afrique, 1997. ISBN 978-2-582-58405-5.